# Pré-Escola: O Musical
Kindergarten: The Musical (no Brasil, Pré-Escola: O Musical) é uma série de animação infantil americana desenvolvida por Michelle Lewis e Charlton Pettus. A série foi produzida pela Oddbot Entertainment e os serviços de animação foram fornecidos pela M2 Animation. A série estreou em 3 de setembro de 2024 no Disney Jr.

## Enredo
A série aborda as aventuras de Berti Benavente, uma garotinha de 5 anos que começou o jardim de infância na Escola Porter Elementary  e descobre os altos e baixos da escola, junto com seus amigos de sala de aula e a professora Sra. Moreno. Cada episódio foi apresentado no estilo de um musical da Broadway, com as crianças cantando e dançando enquanto aprendem coisas novas. A série apresenta uma música por episódio mostra uma mudança de animação CGI para animação Flash 2D, apresentando um videoclipe baseado no que Berti e seus colegas aprenderam.

## Elenco

### Principal
- Berti Benavente (dublado por Andrea Rosa Guzman) [3]
- Radish Rizal (dublado por Zander Chin) [3]
- Rose (dublada por Leah Newman) [3]
- Tej (dublado por Shyam Balasubramanian) [3]
- Abigail Wells (dublada por Tandi Fomukong) [3]
- Kat e Ellie (ambas dubladas por Alice Halsey) [3]
- Kenji (dublado por Kailen Jude) [3]
- Jamil (dublado por Randy Perrine) [3]
- Sra. Sonja Moreno (dublada por Gina Torres) [3]

### Recorrente
- Sr. Benavente (dublado por Aloe Blacc) [3]
- Sra. Alvarez (dublada por Ana Isabelle) [3]
- Val Rizal (dublado por Vincent Rodriguez III) [3]
- Carly (voz de Lena Josephine Marano)

### Convidado
- Ouriço Holmes (dublado por Leona Lewis) [3]

## Produção
No dia 29 de abril de 2022, durante o evento Disney Jr. Fun Fest, a Disney Junior anunciou oficialmente a aprovação da produção da série pré-escolar Kindergarten. Criada por Michelle Lewis e Charlton Pettus, a animação ganhou sinal verde para desenvolvimento e será transformada em um musical voltado ao público infantil.
Além dos criadores, o projeto também conta com a colaboração de Tom Warburton, Kay Hanley e Dan Petty, nomes conhecidos no universo da animação e da música infantil. Laurie Israel atua como coprodutora e editora de história, contribuindo diretamente para o desenvolvimento narrativo da série.
Intitulada Pré-Escola: O Musical, a produção está sendo realizada pelo estúdio Oddbot Entertainment, em parceria com o canal Disney Junior, prometendo levar às telas uma experiência lúdica e musical voltada para as primeiras infâncias.  Warburton, Guy Moore (3D) e Mallory Coronado (2D) atuam como diretores supervisores da série. Eva Noblezada gerencia o título principal.  O elenco principal foi apresentado em 5 de agosto de 2024. 

## Lançamento
Pré-Escola: O Musical teve sua estreia nos Estados Unidos no Disney Jr. em 3 de setembro de 2024.  O primeiro lote de dez episódios foi liberado para streaming no Disney+ a partir de 4 de setembro de 2024.  A série animada estreou mais tarde no Disney Jr. no Canadá em 7 de setembro de 2024.

## Recepção
Ashley Moulton, crítica da Common Sense Media, avaliou a série Kindergarten com quatro de cinco estrelas, destacando seu forte apelo educativo e o impacto positivo para o público infantil. Segundo ela, a produção é uma excelente escolha para crianças pequenas, especialmente por transmitir importantes lições socioemocionais de forma leve e acessível.
Um dos pontos mais elogiados por Moulton foi a representação diversa dos personagens. A protagonista Berti, uma menina porto-riquenha, divide a cena com colegas de diferentes origens, o que, segundo a crítica, enriquece a narrativa e valoriza a diversidade cultural — tudo de maneira sutil, sem tornar isso o foco explícito da história.
Moulton também destacou como a série rompe com estereótipos de gênero, ao permitir que os personagens explorem interesses variados sem limitações ou rótulos tradicionais. Para ela, esse cuidado na construção dos personagens contribui para uma mensagem mais inclusiva e atual.
Além disso, ela ressaltou o foco do programa em valores como gentileza, resolução de conflitos e o prazer de aprender. Para Moulton, Kindergarten se destaca por apresentar modelos positivos para as crianças, com Berti e seus amigos sendo exemplos de empatia, curiosidade e cooperação.  BELatina elogiou o Kindergarten por destacar a herança porto-riquenha e dominicana. Eles descobriram que o foco na cultura dominicana, particularmente no episódio em que Berti visita a cidade natal de seu pai, Santo Domingo, exibiu lindamente o orgulho e a alegria de se reconectar com as próprias raízes. BELatina disse que o programa oferece aos jovens espectadores latinos um reflexo autêntico de suas identidades, ampliando suas histórias e validando suas experiências. Eles apreciaram como o espetáculo mistura música no estilo da Broadway com lições sobre expressão emocional, celebrando as complexidades da cultura latina de uma forma divertida e envolvente. 

## References
1. ↑  «Pré-Escola: O Musical». Disney+. Consultado em 15 de junho de 2025
2. ↑  «Pré-Escola: O Musical». Apple TV. Consultado em 15 de junho de 2025
3. 1 2 3 4 5 6 7 8 9 10 11 12 13 14  Milligan, Mercedes (August 5, 2024). «'Kindergarten: The Musical' Tunes Up with Trailer, Cast & Premiere Reveal». Animation Magazine. Consultado em August 5, 2024. Arquivado do original em February 24, 2025 Verifique data em: |acessodata=, |arquivodata=, |data= (ajuda)
4. ↑  Palmer, Roger (June 11, 2024). «"Kindergarten: The Musical" Coming Soon To Disney+». WhatsOnDisneyPlus.com (em inglês). Consultado em 1 de maio de 2025 Verifique data em: |data= (ajuda)
5. ↑  «Alice! Mickey! Pooh! Spidey! Disney Junior Announces Slate of New Original Series and Shorts, Along With Returning Franchises, Debuting Across Disney+ and Disney Junior Platforms Through 2024 at First-Ever Disney Junior Fun Fest» (Nota de imprensa). Disney Branded Television. April 29, 2022. Consultado em August 5, 2024. Arquivado do original em March 23, 2023  – via The Futon Critic Verifique data em: |acessodata=, |arquivodata=, |data= (ajuda)
6. ↑  Reif, Alex (30 de agosto de 2024). «Exclusive Clip: Disney Jr.'s "Kindergarten: The Musical" – Berti Feels Homesick at Lunchtime». LaughingPlace.com (em inglês). Consultado em 1 de maio de 2025
7. ↑  Palmer, Roger (August 5, 2024). «Disney's "Kindergarten: The Musical" Trailer Released». WhatsOnDisneyPlus.com (em inglês). Consultado em 1 de maio de 2025 Verifique data em: |data= (ajuda)
8. ↑  Moulton, Ashley. «Kindergarten: The Musical TV Review | Common Sense Media». Common Sense Media (em inglês). Consultado em 1 de maio de 2025
9. ↑  Daily, BELatina (21 de novembro de 2024). «Representation Matters: Dominican Culture Comes Alive in Disney Jr. Series, 'Kindergarten: The Musical'». BELatina (em inglês). Consultado em 1 de maio de 2025